# Pseudorhaphitoma tropica
Pseudorhaphitoma tropica is een slakkensoort uit de familie van de Mangeliidae. De wetenschappelijke naam van de soort is voor het eerst geldig gepubliceerd in 1925 door Thiele.